# Charles Ammi Cutter
Charles Ammi Cutter, född 14 mars 1837 i Boston, Massachusetts, död 6 september 1903 i Walpole, New Hampshire, var en amerikansk bibliotekarie. 
Cutter utvecklade ett eget klassifikationssystem, Cutter Expansive Classification, men han hann inte färdigställa det före sin död. Däremot låg Cutters system till grund för LCC (Library of Congress Classification) som används av de flesta akademiska bibliotek i USA i dag.
Cutter var bibliotekarie vid Forbes Library, Northampton, Massachusetts från 1893. Cutter har bland annat författat Rules for a printed dictionary (1876, 2:a upplagan 1904), Library (1901), med flera verk. Han redigerade 1881-1893 Library Journal.